# خانه بهادرالملک
خانه بهادرالملک مربوط به دوره قاجار است و در بردسیر، خیابان شریعتی، کوچه شبنم ۶ واقع شده و این اثر در تاریخ ۷ اسفند ۱۳۸۶ با شمارهٔ ثبت ۲۱۴۶۴ به‌عنوان یکی از آثار ملی ایران به ثبت رسیده است.